# Eva 63
Eva 63 es una película cómica española estrenada el 6 de agosto de 1963, coescrita y dirigida por Pedro Lazaga y protagonizada por Laura Valenzuela, Elisa Montés, Elvira Quintillá, Soledad Miranda, Jorge Rigaud y Ángela Bravo.

## Sinopsis
La película cuenta el día a día de cuatro amigas (Elena, Charo, Mara y Eugenia) que comparten piso en la madrileña Plaza de Oriente y sus aspiraciones en la vida.
Elena es escritora y mantiene relaciones con un pintor llamado Fernando. Charo trabaja como camarera en un hotel y sigue soñando con John Sargent, su amor platónico, aunque cuando descubre la homosexualidad del actor vuelve con su novio Luis, que es delineante. Mara es modelo y sale con Miguel un hombre enfermo mucho mayor que ella. Eugenia es modista de alta costura y cuida de su sobrina Soledad, que quiere ser cantante.
Todas ellas tienen ambiciones de amor, pero ninguna está contenta con su situación actual.

## Reparto
- Laura Valenzuela como Elena.
- Elisa Montés como Mara.
- Elvira Quintillá como Eugenia.
- Soledad Miranda como Soledad.
- Ángela Bravo como Charo.
- Jorge Rigaud como Miguel.
- Jesús Puente como Fernando.
- Ángel Ter como Luis.
- Manuel Peiró como	Paco - el ayudante de dirección.
- Adriano Domínguez como Carlos.
- Juan Barbara como	John Sargent.
- Carmen Esbrí como Dolores.
- José Orjas como Sacerdote.
- Félix Dafauce
- Jesús Álvarez García como	Entrevistador.
- Manuel Gas como Luis - el director de cine.
- Manuel Arbó como Guardia.
- Juan Cazalilla como Manolo.
- Manuel Manzaneque como Paco - barman.
- María Álvarez como	Señora de la limpieza.
- Rafael Hernández como Periodista.
- Alfonso del Real como Pepe el portero.
- José Truchado como Gastón.
- Antonio Giménez Escribano como Duque.
- Rufino Inglés como Amigo de Miguel.